# Semantix
Semantixär en nordisk översättningsbyrå och tolkförmedling som erbjuder tjänster inom översättning, lokalisering, tolkning och språkutbildning. Språkföretaget grundades 1969, då med namnet Språksektionen (senare Eqvator). Semantix omsätter cirka 1 miljard svenska kronor och är certifierade enligt bl.a. ISO 9001:2015 och ISO 27001:2013. Semantix har omkring 450 anställda och ett nätverk av språkspecialister över hela världen. Semantix är majoritetsägt av private equity-fonden Segulah V L.P.

## Historia
Under mitten av 1900-talet skedde en massiv arbetskraftsinvandring, som pågick ända fram till mitten av 1970-talet. Under denna tid uppstod behovet av kvalificerade språktjänster, framför allt översättning och tolkning, inom den svenska industrin. För att tillgodose detta behov skapades 1969 det som senare skulle bli en av Semantix byggstenar – Språksektionen (senare Eqvator), som ingick i det nybildade Invandrarverket. Som ett svar på det privata näringslivets behov av språktjänster bildades sedan SpråkCentrum 1975.
2006 skedde ett ägarbyte och en sammanslagning av bolagen TolkJouren, Eqvator, SpråkCentrum, ITS översättningsbyrå, Languageland, Explicon och Abcom. Det var här Semantix bildades och i och med sammanslagningen kunde språkföretaget tillgodose flera kunders behov av ett både brett och specialiserat utbud av språktjänster.
Sedan 2006 har Semantix gjort en rad förvärv med syfte att få verksamheten att växa med fortsatt specialisering:
- INK Sverige (2007)
- Lingua Nordica (2007)
- Interpreto (2007)
- Management Språkutbildning (2008)
- Tolketjenesten.no (2009)
- AAC Globals konferenstolkningsenhet (2010)
- Tamarind (2010)
- INK Norge (2010)
- Done Information (2011)
- TextMinded (2017)
- Amesto Translations (2018)
- Tolkvox (2019)
- Teknotrans (2019)

Semantix ägdes av Accent Equity Partners 2006-2009 och av Litorina 2009-2015. Från 31 juli 2015 ägs Semantix av Segulah Advisor AB.

## Tjänster

### Översättning
Semantix erbjuder översättning av allt från tekniskt innehåll, årsredovisningar, marknadsföringsmaterial, webbplatsinnehåll till medicinska dokument.  Med ett globalt nätverk av översättare erbjuder Semantix översättningar anpassade till lokala marknader till och från de flesta språken.

### Tolkning
Semantix erbjuder tolkning på plats, videotolkning, tolkning av onlinemöten, telefontolkning samt affärs- och konferenstolkning. Semantix har tolkar inom alla språk. 

### Språkutbildning
Semantix erbjuder språkutbildningar på alla språk, nivåer och inriktningar. Utbildningarna är certifierade och individuellt anpassade. 

## Ägare
I dag ägs Semantix av private equity-fonden Segulah V L.P, som grundades 1994. Bolaget är inriktat på utköpsaffärer av medelstora företag i Norden. Affärsmodellen bygger på majoritetsägande och ett aktivt engagemang av branschkunniga industriella rådgivare. Segulah förvaltar för närvarande cirka 8 miljarder kronor – huvudsakligen från internationella placerare av pensionskapital och donationskapital samt privata familjestiftelser. Segulah är en medelfristig ägare med ett perspektiv på att skapa förändring och uthålligt värde under en period om mellan 5 och 7 år.